# ملروز (ماساچوست)
ملروز، ماساچوست
ملروز(به انگلیسی: Melrose) شهری در شهرستان میدلسکس ایالت ماساچوست می‌باشد که در سال ۱۸۵۰ بنیان‌گذاری شده‌است. این شهر در سرشماری سال ۲۰۱۰ میلادی، ۲۶٬۹۸۳ نفر جمعیت داشته‌است.